# Graptophyllinae
Graptophyllinae T.Anderson, 1863 è una sottotribù di piante angiosperme della tribù Justicieae (famiglia delle Acanthaceae).

## Descrizione

### Portamento
Il portamento delle specie di questo gruppo di piante è erbaceo perenne o arbustivo (o subarbustivo) o formato da piccoli alberi (Spathacanthus). In Graptophyllum gli arbusti sono sempreverdi; mentre in Ruttya sono rampicanti fino a 3 metri di altezza. Alcuni fusti (Herpetacanthus e Wuacanthus) hanno una sezione (sub)quadrangolare a causa della presenza di fasci di collenchima posti nei quattro vertici; altrimenti sono più o meno cilindrici. Nelle varie parti vegetative sono presenti dei glicosidi fenolici spesso in composti iridoidi, alcaloidi e diterpenoidi; sono presenti inoltre cistoliti.

### Foglie

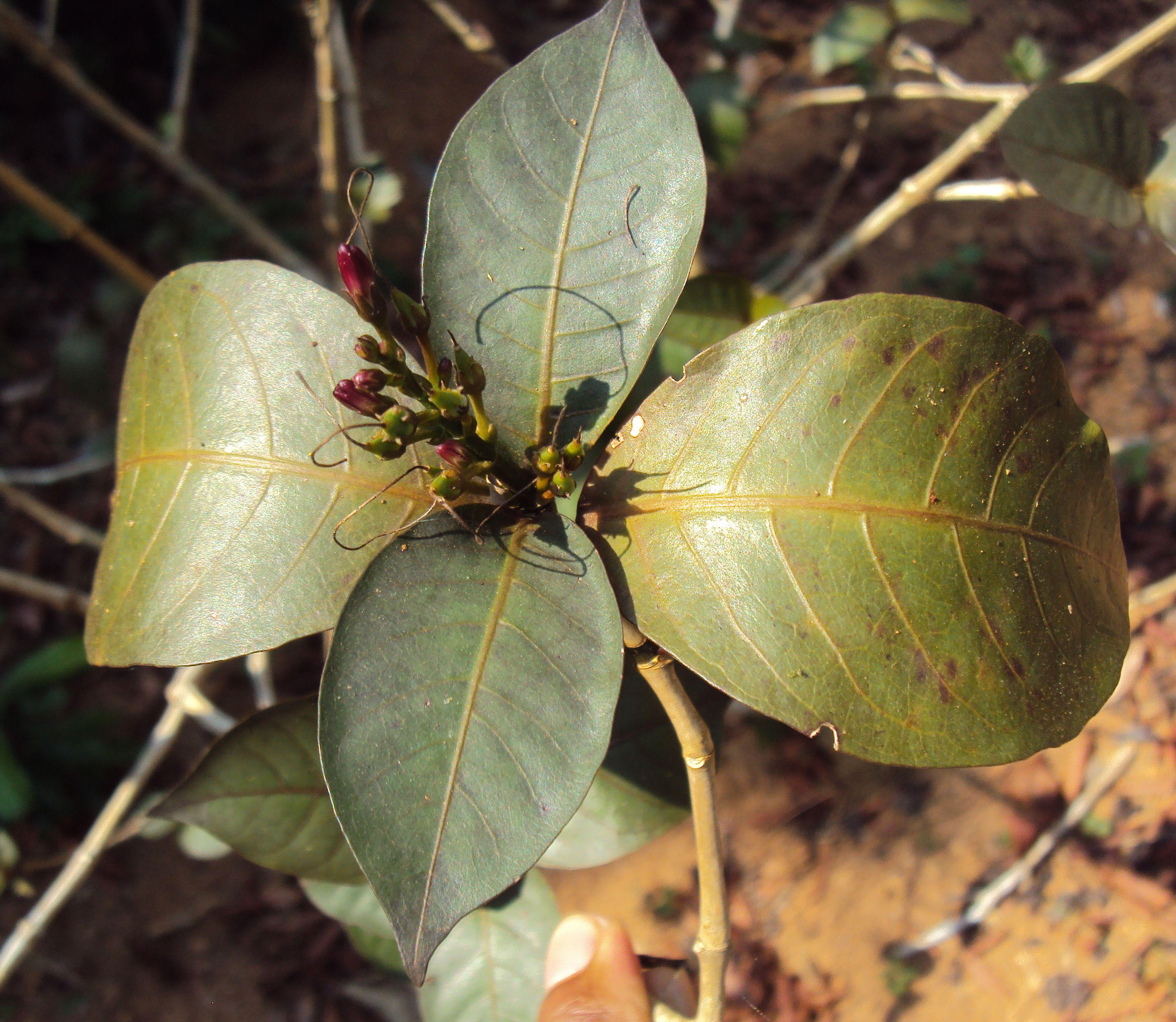
Le foglie
Graptophyllum pictum

Le foglie sono sia sessili che picciolate e lungo il fusto sono dispose in modo opposto. I margini della lamina fogliare varia da interi o subinteri (da crenati a lobati). Le lamine hanno delle forme da oblunghe a ellittiche o ovali con base ottusa e apice acuminato. In alcune specie le foglie sono colorate variamente.

### Infiorescenze

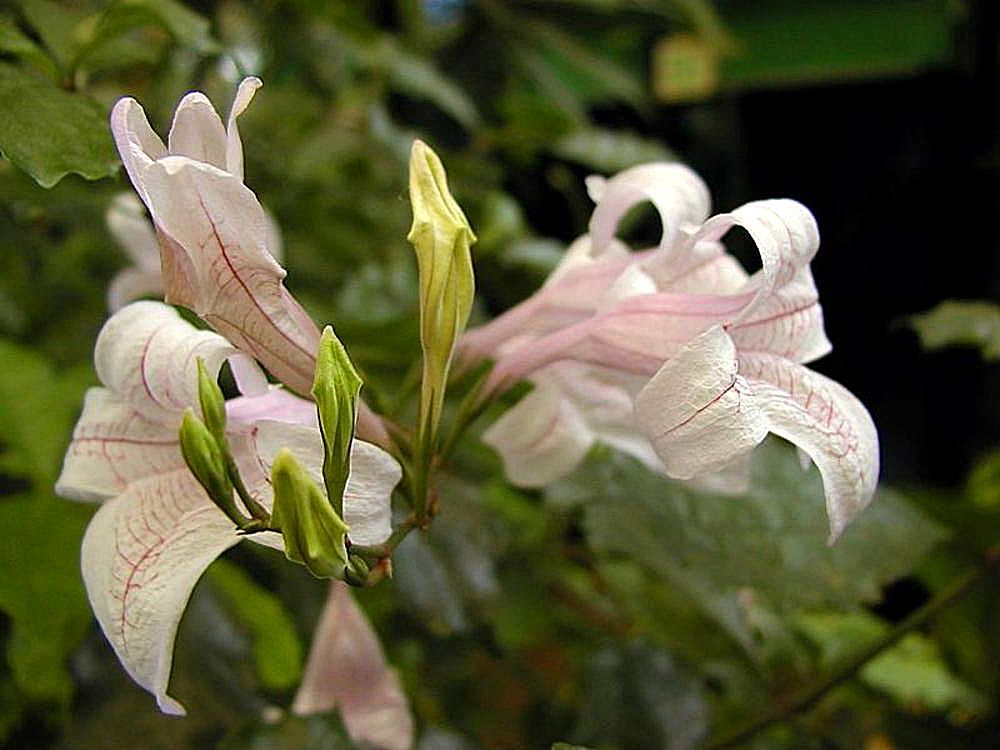
Infiorescenza
Mackaya bella

Le infiorescenze sono ascellari o terminali con forme tirsoidi, recemose o di spiga. In genere è presente un fiore per nodo (fino a 7 in alcune specie). In Asystasia alcune fioriture sono unilaterali. Nelle infiorescenze sono presenti sia le brattee, piccole e non oscuranti il calice, che le bratteole. La forma delle brattee può essere largamente ovata, triangolare, oblanceolata, oppure da lanceolata a lineare.

### Fiori

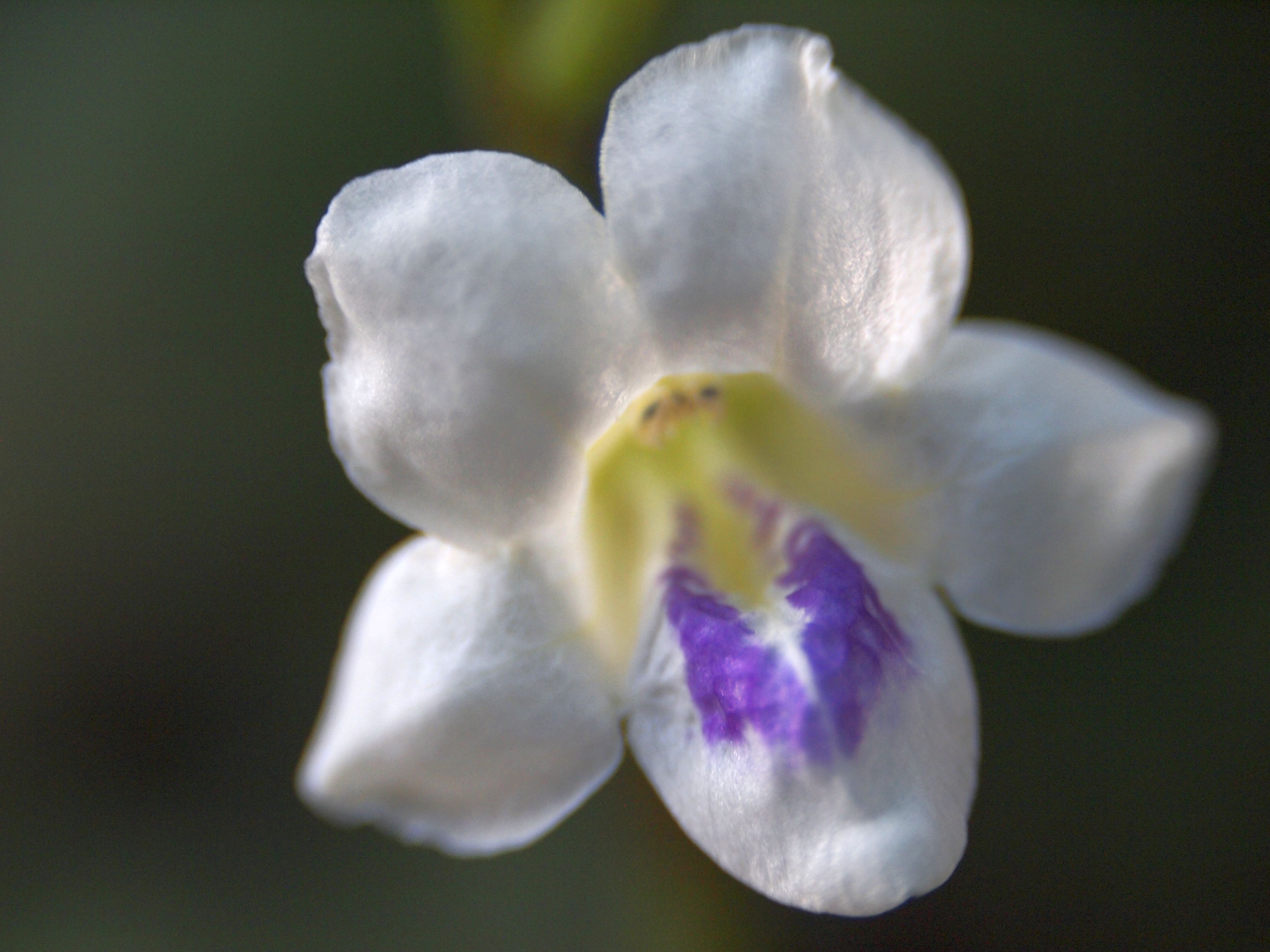
I fiori
Asystasia gangetica

I fiori sono ermafroditi e zigomorfi; sono inoltre tetraciclici (ossia formati da 4 verticilli: calice– corolla – androceo – gineceo) e pentameri (i verticilli del perianzio hanno più o meno 5 elementi ognuno). I fiori in genere sono piccoli e cleistogamici.
- Formula fiorale:[4]

X, K (5), [C (2+3), A 2+2 o 2] G (2/supero), capsula
- Il calice, gamosepalo, è formato da 5 profondi lobi più o meno uguali (calice attinomorfo). I lobi hanno delle forme lineari-lanceolate.

- La corolla, gamopetala, è formata da un tubo snello con forme lineare (a volte è ricurvo) o simile ad un imbuto, è più lungo dei lobi e in alcuni casi non è allargato apicalmente, mentre in altri casi è espanso alla gola (con forme campanulate). Il tubo termina con 5 lobi patenti a volte embricati (corolla attinomorfa e ipocrateriforme) o con 2 labbra (corolla zigomorfa). A volte le corolla bilabiate hanno 5 lobi poco divisi per cui appaiono quasi regolari (subattinomorfe). I lobi sono più o meno uguali, oppure i tre lobi del labbro inferiore sono leggermente più grandi dei due del labbro superiore. In alcune specie sul labbro superiore è presente una indistinta carenatura. In alcune specie la corolla è pelosa-ghiandolare. I colori della corolla sono bianco, rosa, lilla o blu. In Codonacanthus le corolle sono bianche con macchie colorate sul labbro inferiore.

- L'androceo è formato da 2 - 4 stami didinami inclusi nel tubo della corolla oppure sporgenti. I filamenti sono corti e in genere glabri. Le antere, oblunghe, sono composte da due teche da parallele a subperpendicolari, uguali o subuguali con le inserzioni alla stessa altezza; sono inoltre provviste oppure no di appendici basali. In Herpetacanthus due antere sono biteche e due sono monoteche; in altre specie (Ruspolia) tutte le antere sono monoteche. Alcune antere sono sagittate o pubescenti. Gli staminoidi sono due oppure sono assenti. Il disco nettarifero è presente ed è anulare, eventualmente è bilobato. Il polline ha dei caratteri specifici per ogni genere. Il polline di Ballochia è del tipo 3-colpoporato con più di 6 aperture ed ha delle forme subprolate ed è circolare in vista polare. In Asystasia è 3-colpoporato con forme subprolate, 6 aperture ed esina reticolata. In Spathacanthus ha delle forme prolate-sferoidali 3-4-colpoporate/6-8-pseudocolpate.[8]

- Il gineceo è formato da un ovario supero bicarpellare (a due carpelli connati - ovario sincarpico) e quindi biloculare. La placentazione in generale è assile. Ogni loggia può contenere 2 ovuli. Gli ovuli possono essere anatropi o campilotropi con un solo tegumento e sono inoltre tenuinucellati (con la nocella, stadio primordiale dell'ovulo, ridotta a poche cellule).[9] Lo stilo, incluso o sporgente, è uno con un solo stigma bilobo (a volte bidentato) o capitato.

### Frutti
I frutti sono delle capsule clavate con forme obovate-oblunghe e con un lungo gambo. Ogni capsula contiene 4 semi (raramente 2). I semi sono glabri, privi di tricomi e peli igroscopici, con superficie liscia o ornata, con forme lenticolari, base obliqua e apici arrotondati. La deiscenza dei frutti è elastica (derivata dalla particolare placentazione dell'ovario). Il funicolo è persistente (il retinacolo è uncinato). L'endosperma è scarso o assente.

## Biologia
Le specie di questo raggruppamento si riproducono prevalentemente per impollinazione tramite insetti quali api, vespe, falene e farfalle (impollinazione entomogama), ma anche tramite uccelli quali colibrì (impollinazione ornitogama).
La dispersione dei semi avviene inizialmente a causa del vento (dispersione anemocora); una volta caduti a terra sono dispersi soprattutto da insetti tipo formiche (mirmecoria). Sono possibili anche dispersioni tramite altri animali (dispersione zoocora).

## Distribuzione e habitat
La sottotribù ha una distribuzione cosmopolita con habitat da tropicali a subtropicali.

## Tassonomia
La famiglia Acanthaceae comprende 208 generi con oltre 4.500 specie.  Dal punto di vista tassonomico la famiglia è suddivisa in 4 sottofamiglie; la sottotribù Graptophyllinae appartiene alla sottofamiglia Acanthoideae (tribù Justicieae) caratterizzata soprattutto dalla presenza di cistoliti nelle foglie.

### Generi
La sottotribù comprende 27 generi e oltre 350 specie:
- Afrofittonia Lindau, 1913 (1 sp.)
- Asystasia Blume, 1826 (60 spp.)
- Ballochia Balf.f., 1883 (3 spp.)
- Chamaeranthemum Nees, 1836 (4 spp.)
- Chileranthemum Oerst., 1855 (3 spp.)
- Codonacanthus Nees, 1847 (3 spp.)
- Cosmianthemum Bremek., 1960 (14 spp.)
- Filetia Miq., 1858 (9 spp.)
- Glossochilus Nees, 1847 (1 spp.)
- Graptophyllum Nees, 1832 (15 spp.)
- Herpetacanthus Nees, 1847 (21 spp.)
- Isotheca Turrill, 1922 (1 sp.)
- Linariantha B.L.Burtt & R.M.Sm., 1965 (1 sp.)
- Mackaya Harv., 1859 (5 spp.)
- Odontonema Nees, 1842 (32 spp.)
- Oplonia Raf., 1838 (21 spp.)
- Phialacanthus Benth., 1876 (5 spp.)
- Pranceacanthus Wassh., 1984 (1 spp.)
- Pseuderanthemum Radlk., 1883 (133 spp.)
- Psilanthele Lindau, 187 (1 sp.)
- Pulchranthus V.M.Baum, Reveal & Nowicke, 1983 (4 spp.)
- Ruspolia Lindau, 1895 (4 spp.)
- Ruttya Harv., 1842 (6 spp.)
- Sapphoa Urb., 1922 (2 spp.)
- Spathacanthus Baill., 1891 (4 spp.)
- Thysanostigma J.B.Imlay, 1939 (2 spp.)
- Wuacanthus Y.F.Deng, N.H.Xia & H.Peng, 2016 (1 spp.)

### Alcune specie

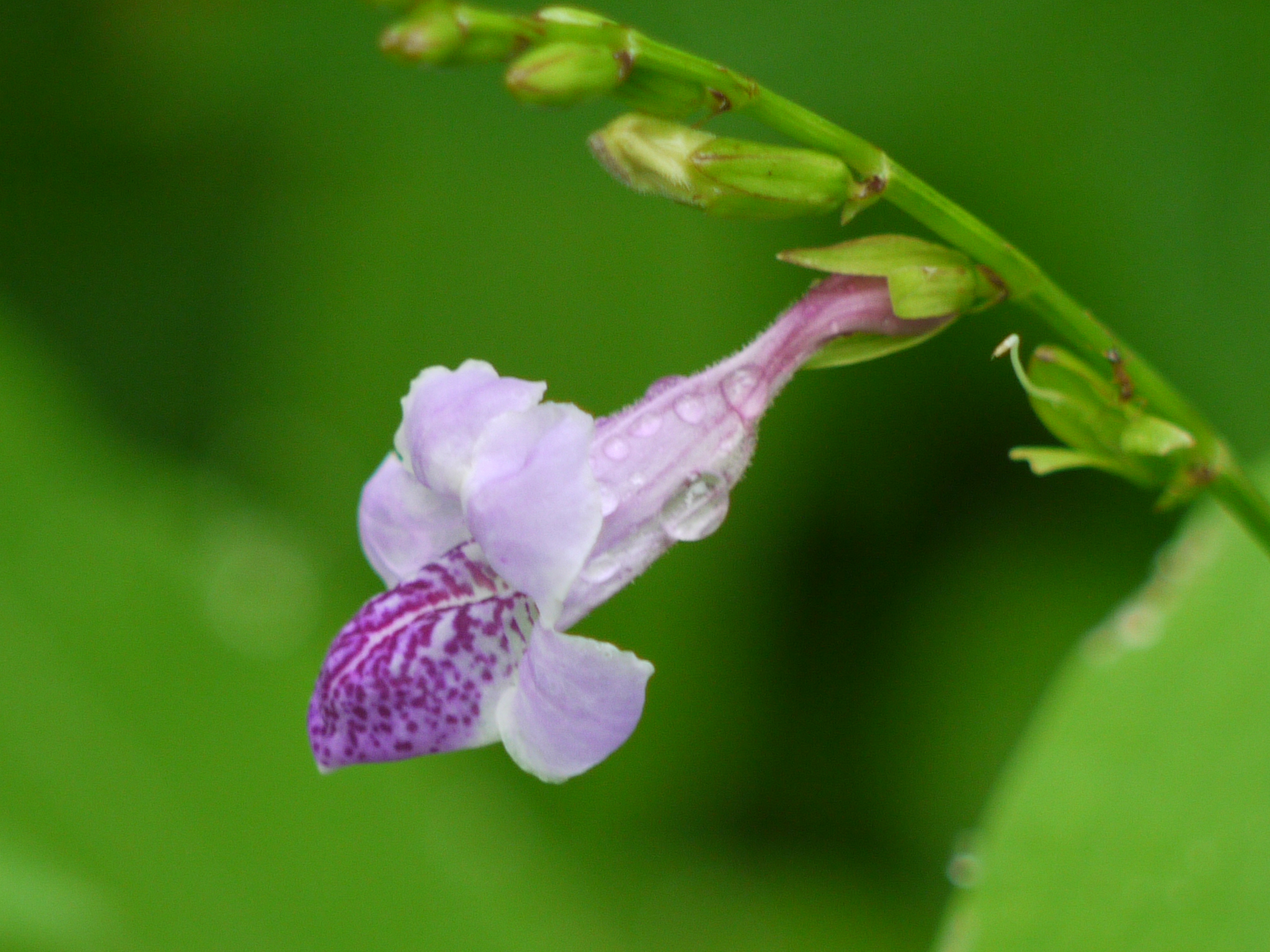
Asystasia dalzelliana
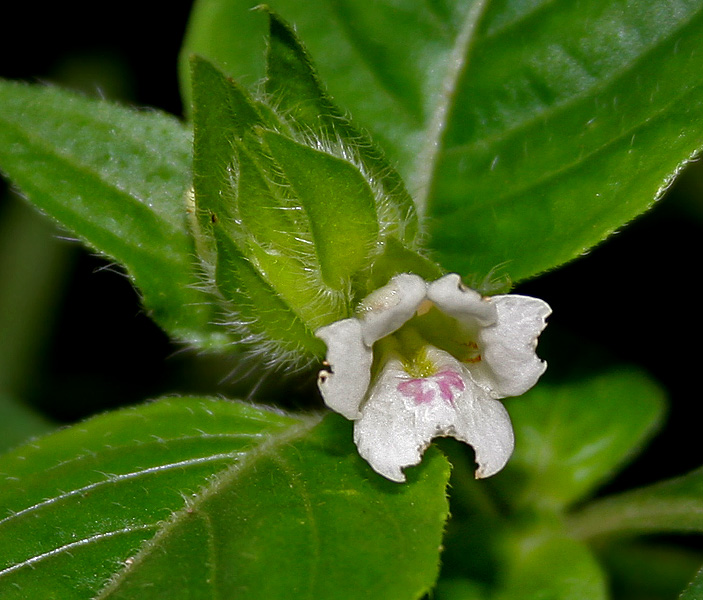
Asystasia mysorensis
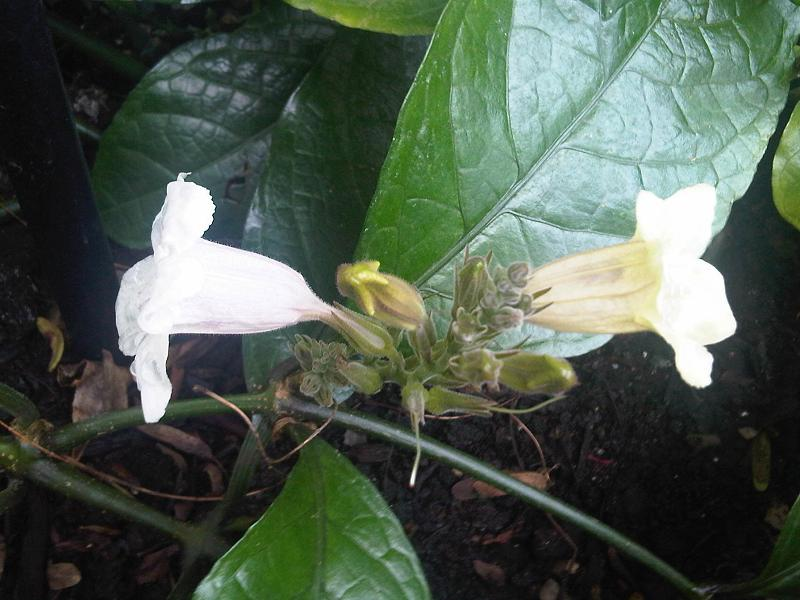
Asystasia scandens
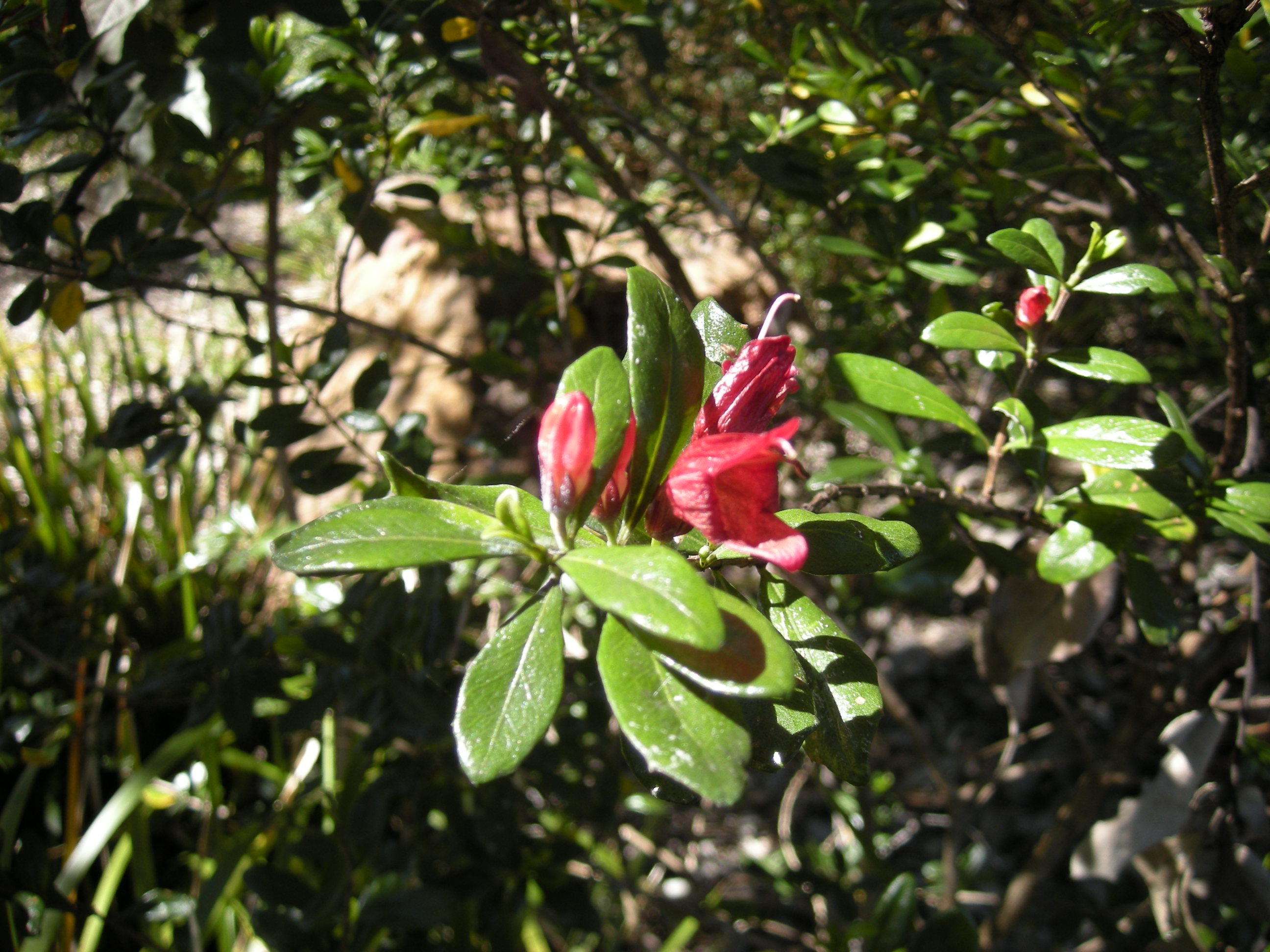
Graptophyllum excelsum
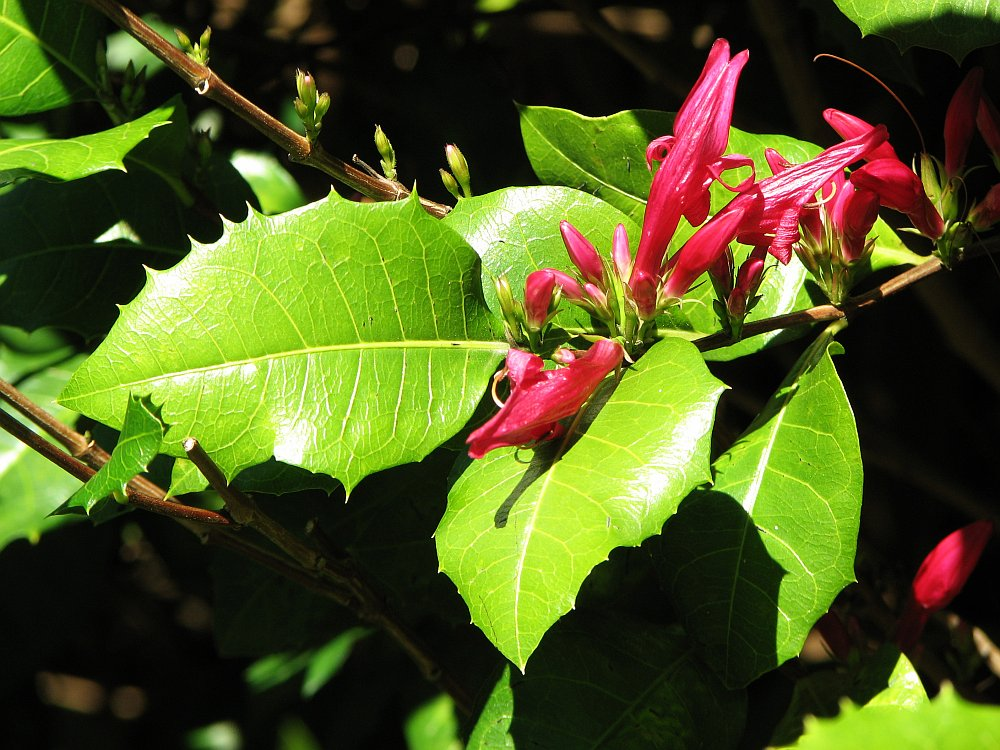
Graptophyllum ilicifolium
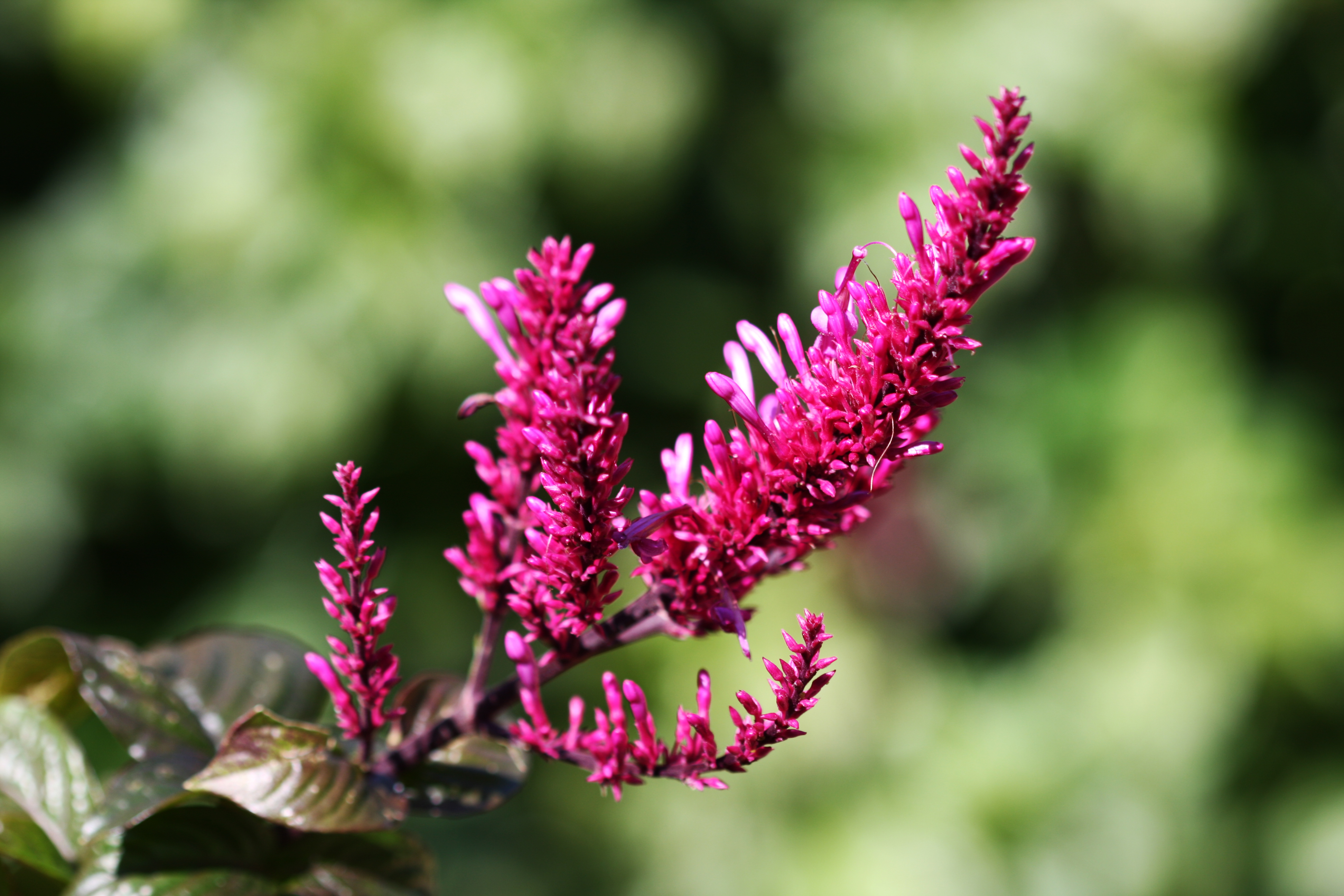
Odontonema callistachyum
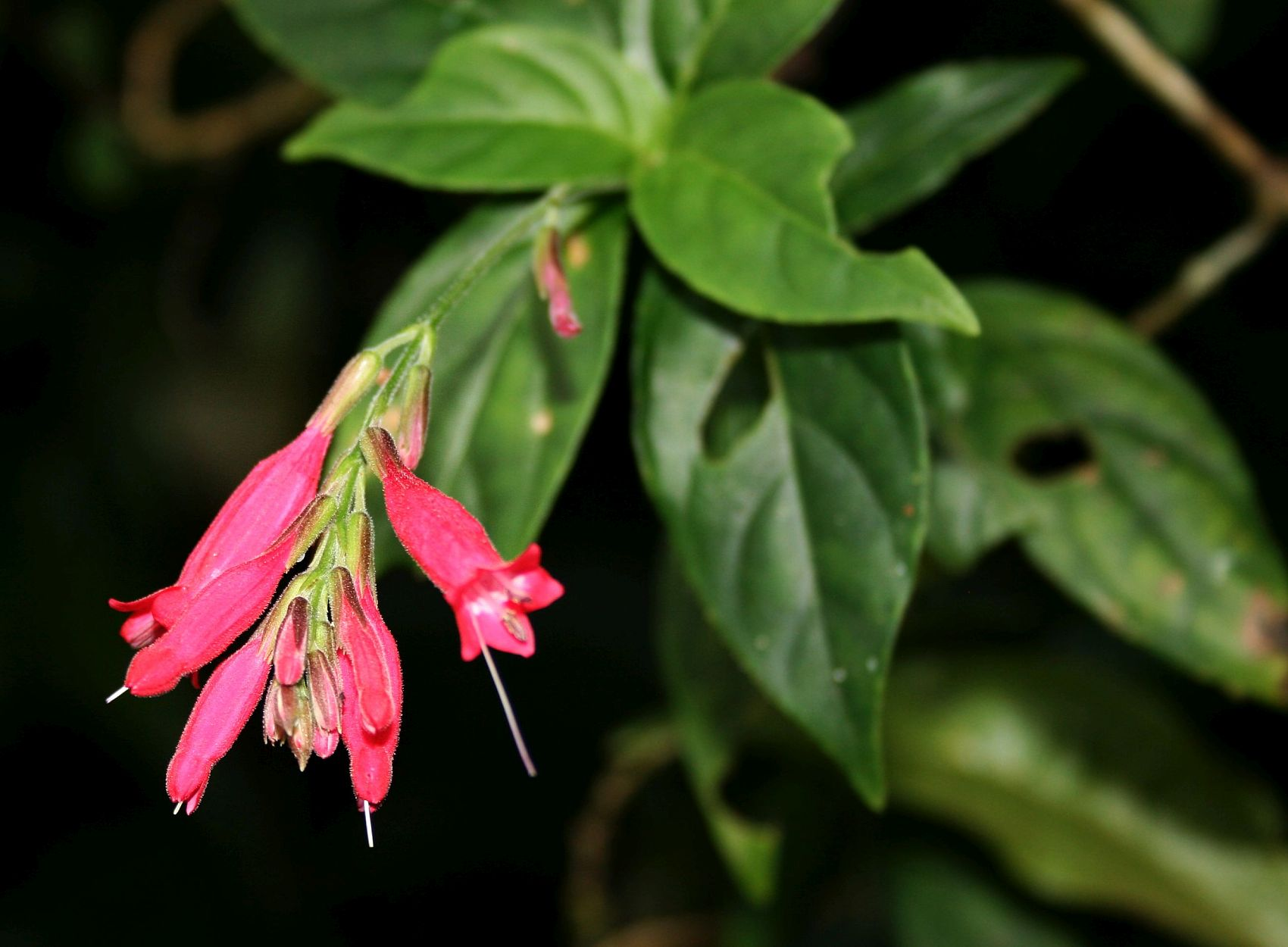
Odontonema fuchsioides
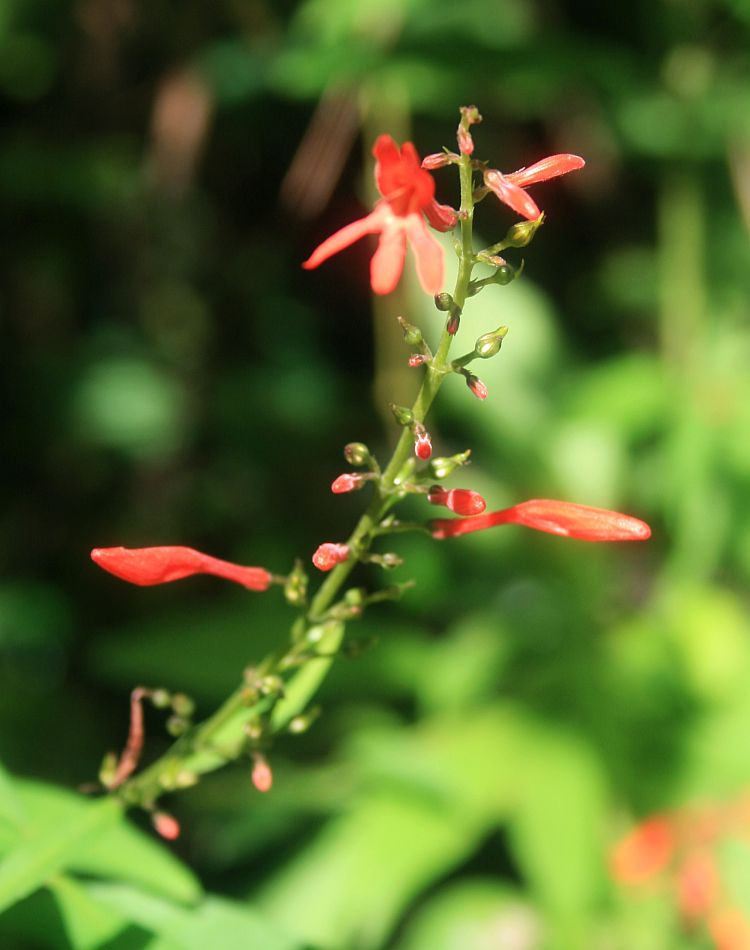
Odontonema rubrum
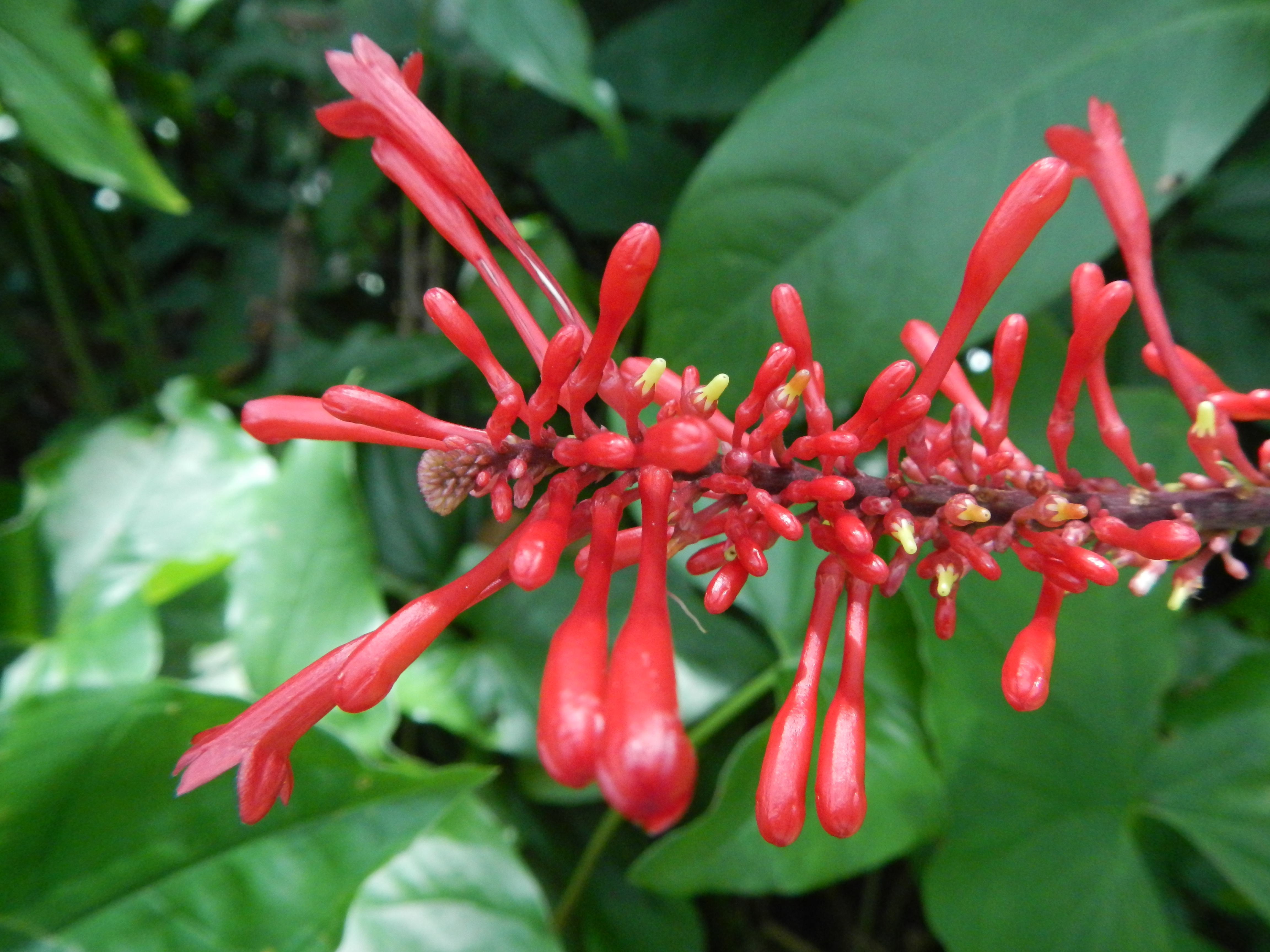
Odontonema tubaeforme
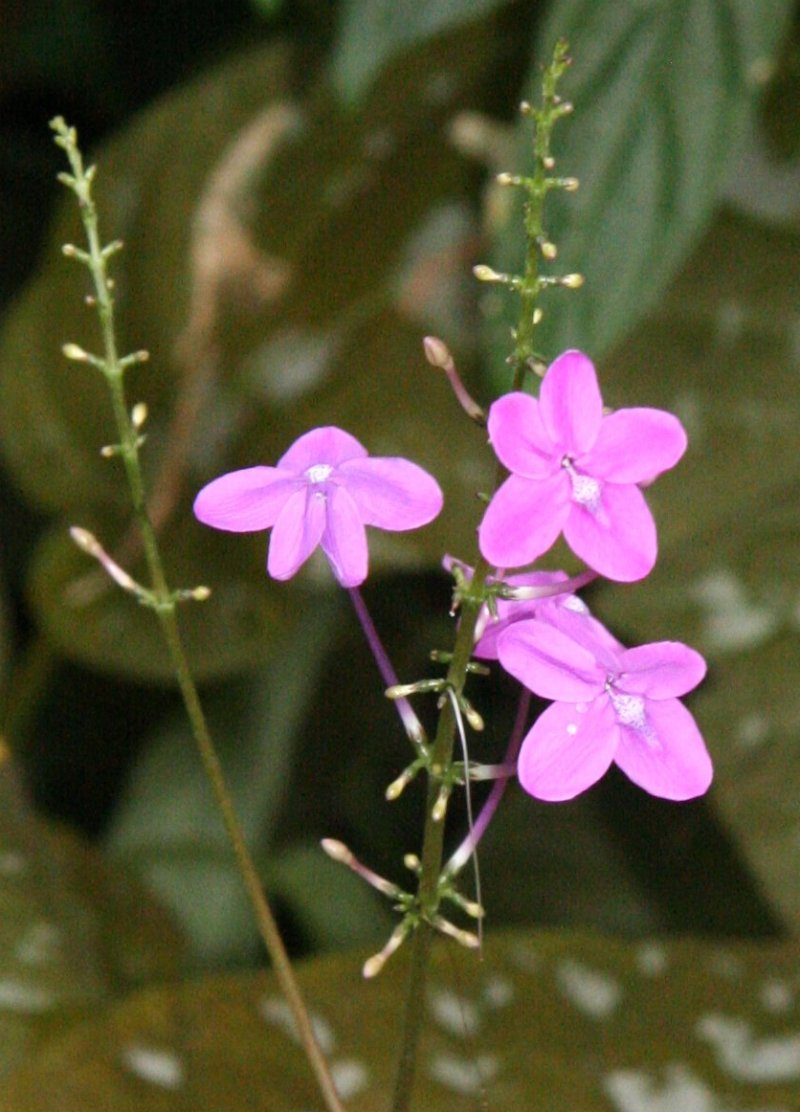
Pseuderanthemum alatum
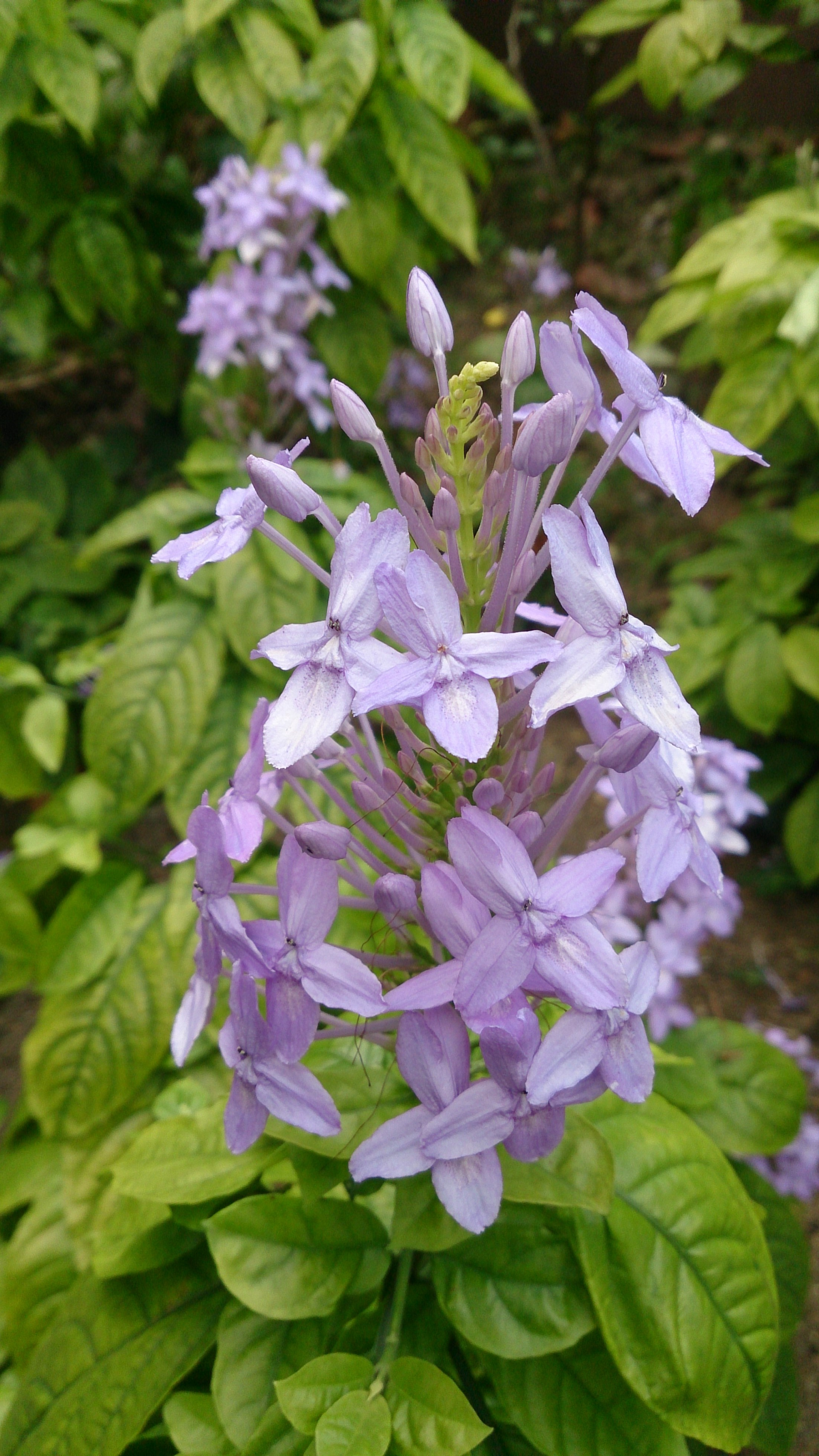
Pseuderanthemum andersonii
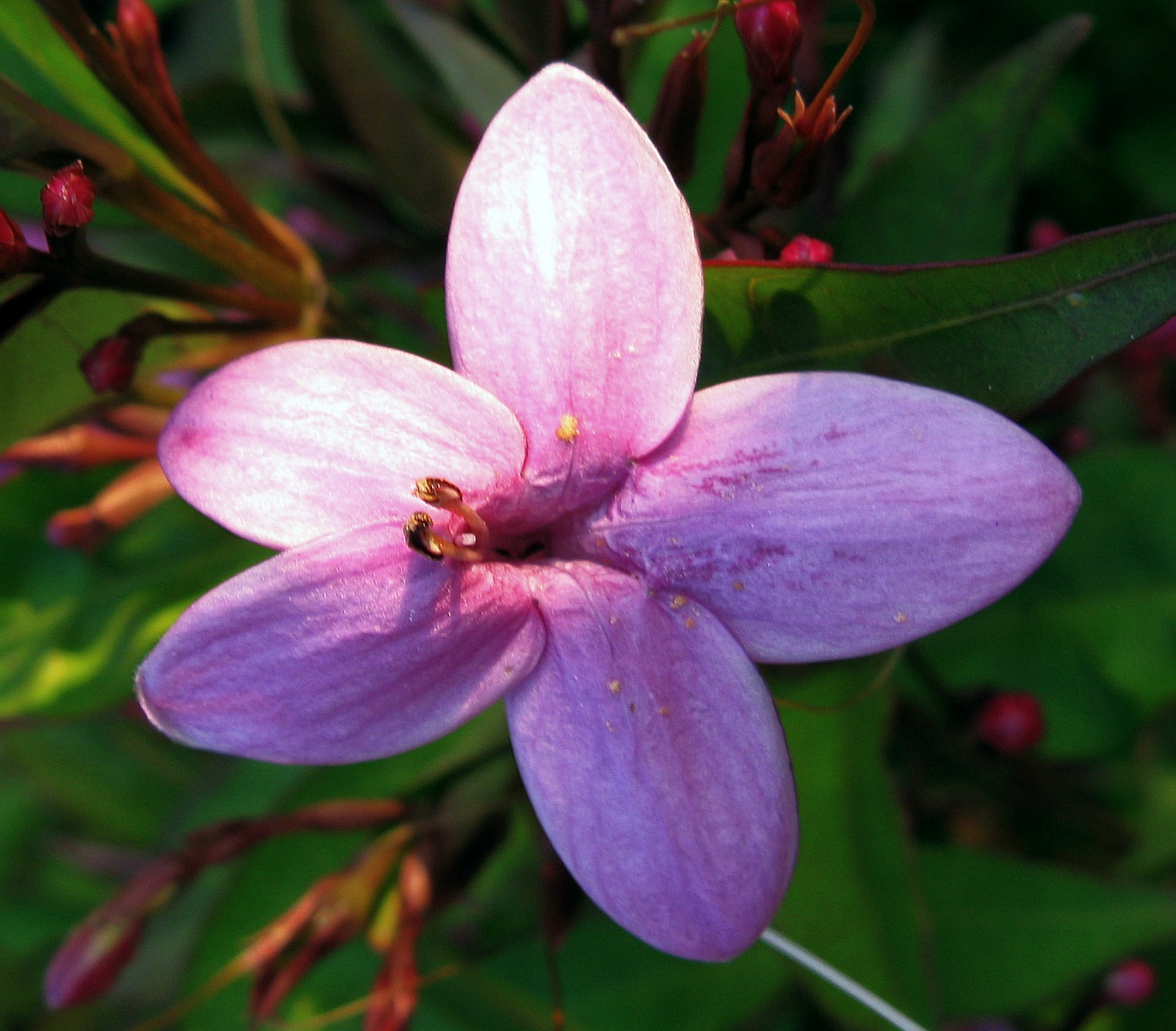
Pseuderanthemum laxiflorum
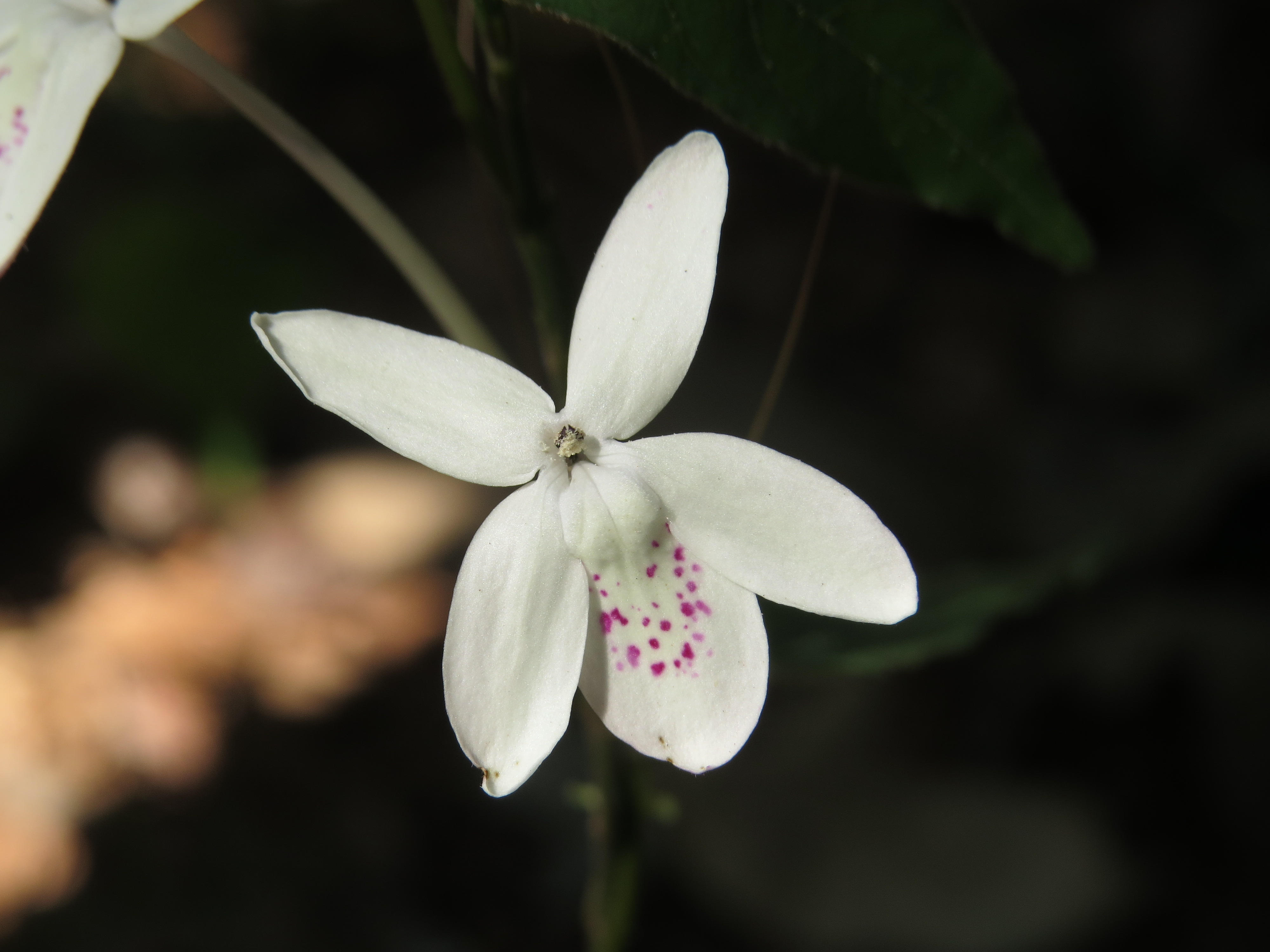
Pseuderanthemum malabaricum
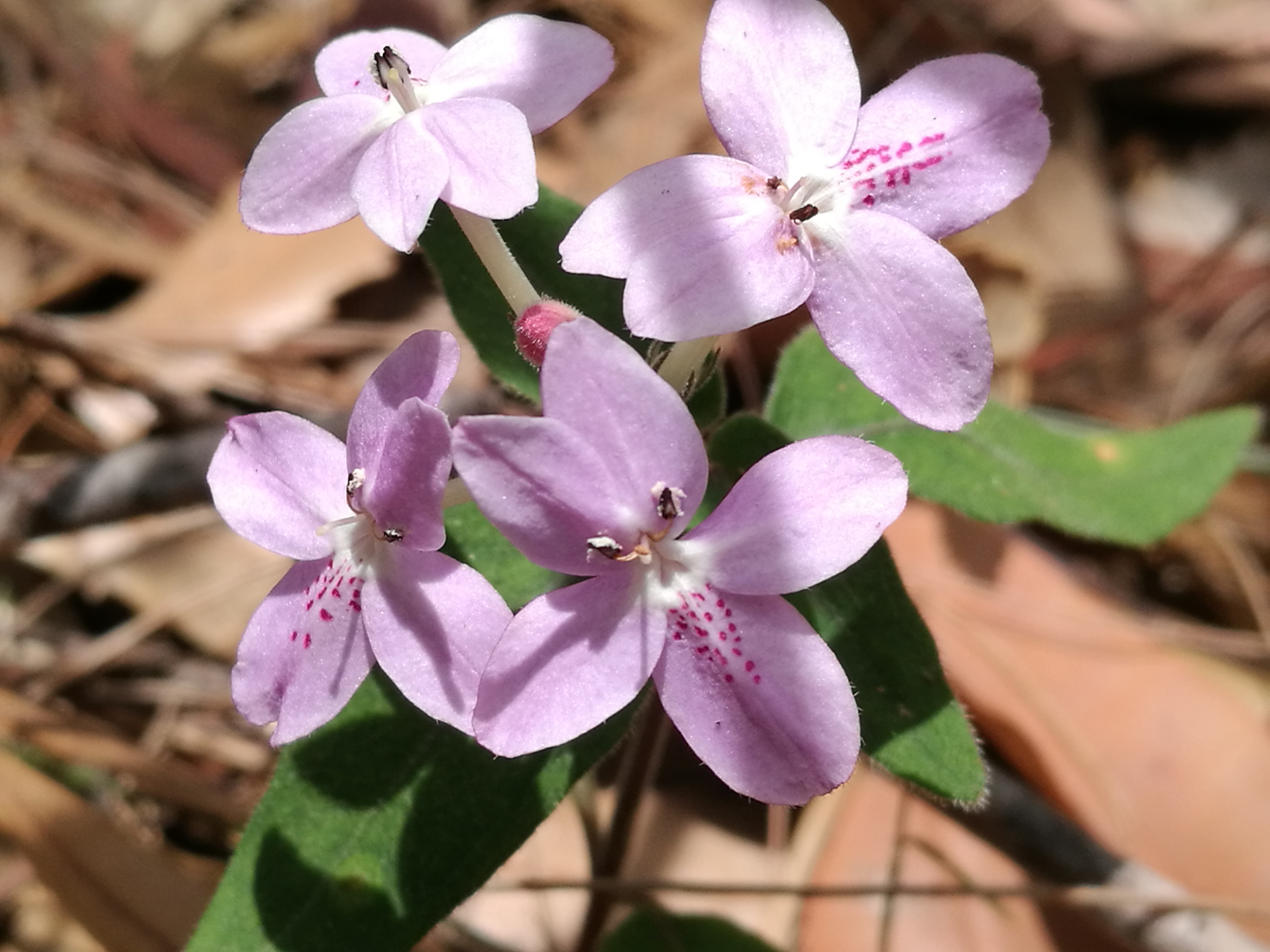
Pseuderanthemum variabile
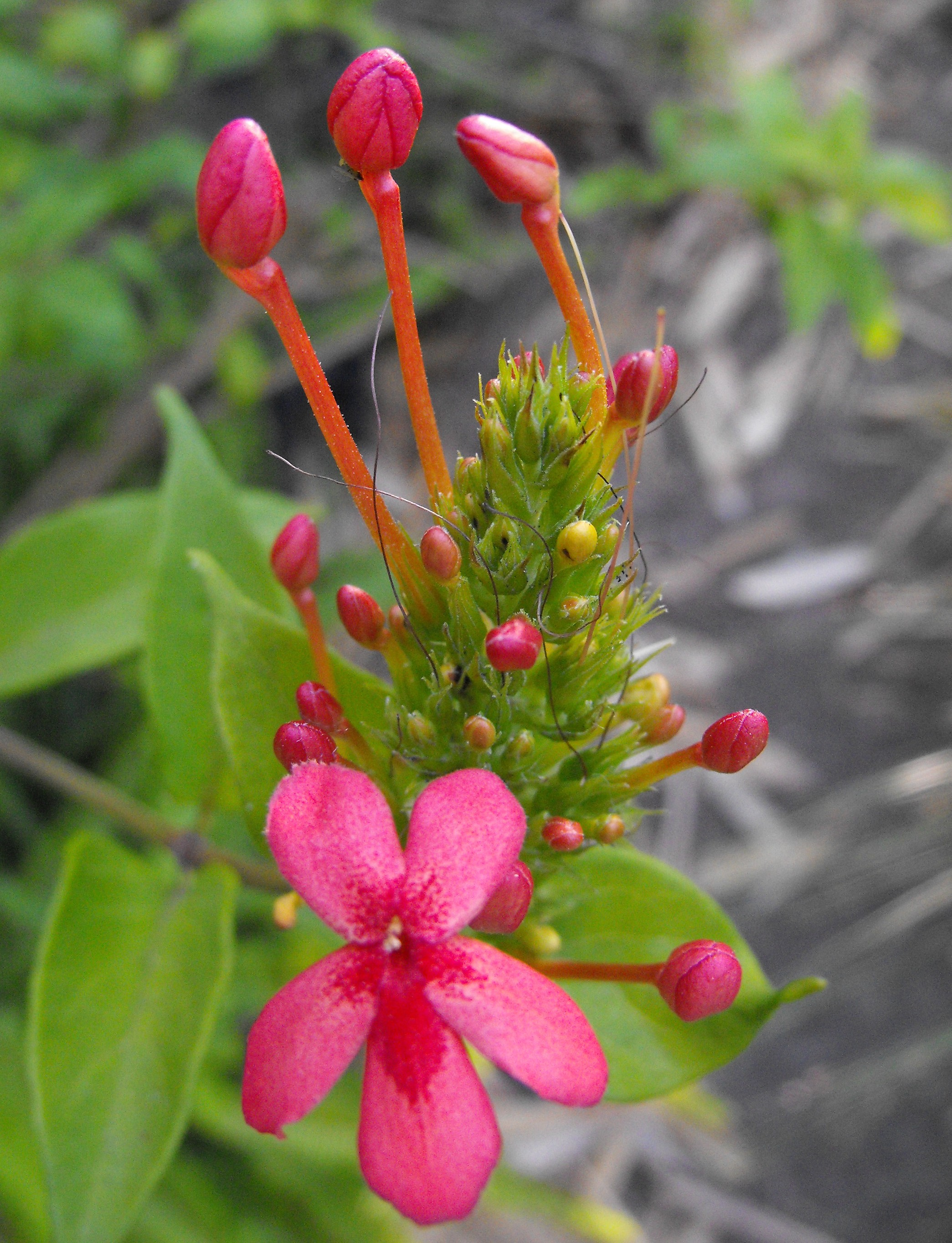
Ruspolia hypocrateriformis
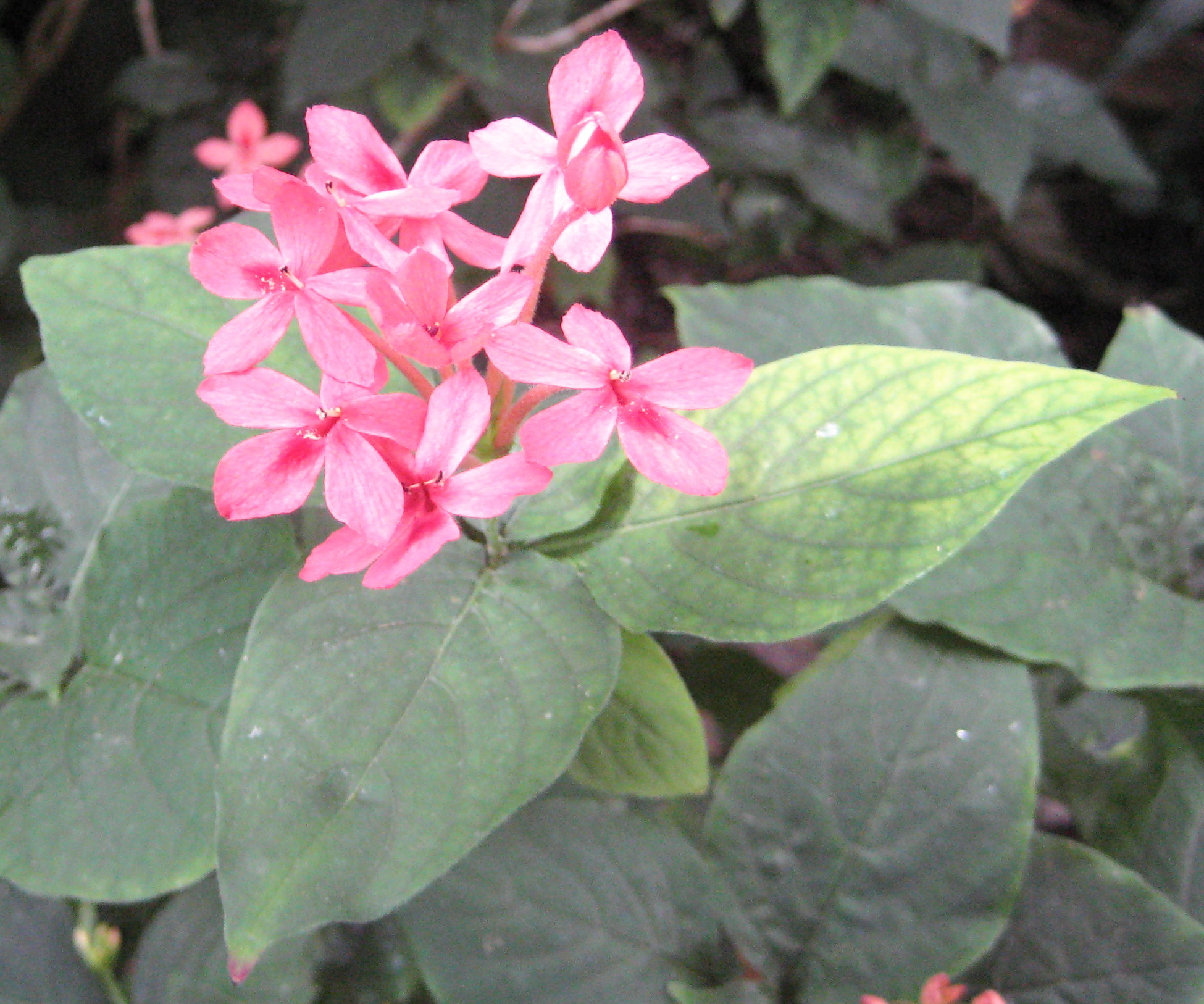
Ruspolia seticalyx